# 간츠 클라이네 나흐트무지크
《간츠 클라이네 나흐트무지크(Ganz kleine Nachtmusik)》 (K. 648)는 고전주의 음악자 모차르트가 1760년대 중후반에 작곡한 현악 삼중주이다. 2024년 9월, 라이프치히 시립 도서관에서 본 삼중주를 재발견하며 이름을 명명했다.

## 구성
이 곡은 모차르트가 어린 십대 시절에 작곡한 현악 삼중주이며, 모차르트의 첫 번째 이탈리아 여행 전에 만들어졌다고 한다. 약 12분 동안 지속되는 7개의 작은 악장으로 구성된 현악 삼중주이다. 라이프치히 시립 도서관에 따르면 쾨헬 목록에 의해 간츠 클라이네 나흐트무지크(Ganz kleine Nachtmusik)라는 이름이 붙었다고 한다.

## 재발견
쾨헬 번호(Köchel catalogue)의 최신판을 편찬하면서, 클래식 음악 연구자들은 라이프치히 음악 도서관에 소장된 칼 퍼디난드 베커 컬렉션에서 이전에 보고되지 않은 악보를 발견했다. 연구자들은 이 악보가 "중간 정도의 흰색 수제 종이에 어두운 갈색 잉크로 개별적으로 묶인 부분으로 이루어져 있었다"고 언급했다. 새로 발견된 이 악보는 모차르트가 직접 작성한 원본이 아니라, 1780년에 제작된 복사본일 가능성이 높다고 여겨진다.
독일의 음악학자 울리히 라이징어(Ulrich Leisinger)는 잘츠부르크의 국제 모차르테움 재단(International Mozarteum Foundation)을 대표하여 이 곡이 당시 모차르트가 주로 작곡했던 아리아, 교향곡, 피아노 음악과는 다른 독특한 작품이라고 언급했다.
2024년 9월 19일에 본 곡은 오스트리아 잘츠부르크에서 일반 청중을 대상으로 처음 연주되었고, 9월 21일에는 라이프치히 오페라에서 독일에서의 초연이 이루어졌다.